# Kurdisk häst
Den kurdiska hästen är en hästras som härstammar från Kurdistan i Iran. Den kurdiska hästen har troligtvis utvecklats ur den persiska araben och idag finns fyra olika undergrupper som kallas Jaf, Kalhor, Afshari och Sanjabi. Rasen är mycket ovanlig utanför Irans gränser. En liten del hästar har sålts till omkringliggande länder. Den kurdiska hästen har ett starkt släktskap med Darashourin från Farsprovinsen i Iran och Tcheneranhästen från Turkmenistan.   

## Historia
Iran har aldrig varit en stor hästnation utan har konstant haft tillgång till andra ökenhästar av högre kvalitet som t.ex. arabiska fullblod och turkmenska hästar som Achaltekeer. Under antiken när Iran ingick i det persiska riket avlades en egen typ av arab, den persiska araben. 
Den kurdiska hästen har sedan utvecklats ur de persiska araberna av olika nomadiska stammar som levde i de bergiga områdena i Kurdistan. Därför utvecklades även flera olika varianter av rasen där de vanligaste kallas Jafhäst, Afshari, Kalhor och Sanjabi. Ingen större skillnad finns hos dessa olika typer och idag korsas de friskt. 
Den kurdiska hästen är idag inte speciellt livskraftig, inte ens inom iransk hästhållning med enbart ca 2700 hästar på en total hästpopulation av 155 000 hästar i landet. Det är också ovanligt att kurdiska hästar exporteras till andra länder. Ungefär 50 % av de kurdiska hästarna föds upp av privata uppfödare som styrs av de större statsstuterierna. Dessa hästar kallas Jafhästar. 30 % av hästarna föds upp av nomadiska stammar i bergen, och kallas Afshari medan enbart 20 % föds upp på statstuterierna. Dessa kallas Sanjabi och Kalhor. 

## Egenskaper
Den kurdiska hästen är en typisk begs- och ökenhäst som visar tydliga släktdrag med de arabiska hästarna, även om den är något mindre ädel och ofta inte visar ett enhetligt utseende. Idag finns tre typer av kurdisk häst. 
- Jafhästen - kallas de hästar som föds upp av privata uppfödare men under kontroll från de större statsstuterierna. Utgör ca 50 % av den kurdiska stammen. Jafhästen har på så sätt även högra kvalitet och mindre risk för inavel.
- Afshari - kallas de hästar som föds upp i halvvilt tillstånd av nomader och bergsfolk i Kurdistan. Ca 40 % av alla kurdiska hästar är Afsharihästar. De håller en något mindre kvalitet än Jafhästarna och används av fränst nomaderna och bergsfolk.
- Sanjabi och Kalhor - kallas de hästar som föds upp på statstuterierna, med en mycket strikt kontroll från staten. Ca 20 % av de kurdiska hästarna är Sanjabihästar och Kalhorhästar och de är av mycket högre kvalitet.

De kurdiska hästarna är riktiga allroundhästar som används av nomaderna och bergsfolken till all slags arbete som packdjur, till transport, ridning och lättare jordbruk. Sanjabihästarna som föds upp vid statstuterierna har en större andel fullblod i sig, och de håller då mycket högre kvalitet som ridhästar och används även inom ridsport, dock ännu inte med några anmärkande resultat. Vissa hästar har dock utmärkt sig inom distansritt, då det arabiska inflytandet gett en uthållig häst.
Utseendet mellan de olika typerna och även mellan de olika individerna kan variera kraftigt men den kurdiska hästen är i regel en slank och finlemmad ökentyp med bergshästens säkerhet på foten och stenhårda. Det arabiska inflytandet har gett en uthållig och ibland livlig lättare typ av häst som ibland visar arabiska drag. Den kurdiska hästen är ca 150 cm i mankhöjd och kan vara alla hela färger men är oftast brun, fux eller gråskimmel.